# Rhynchonema subsetosum
Rhynchonema subsetosum är en rundmaskart. Rhynchonema subsetosum ingår i släktet Rhynchonema och familjen Monhysteridae. Inga underarter finns listade i Catalogue of Life.